# Струйная цементация грунтов

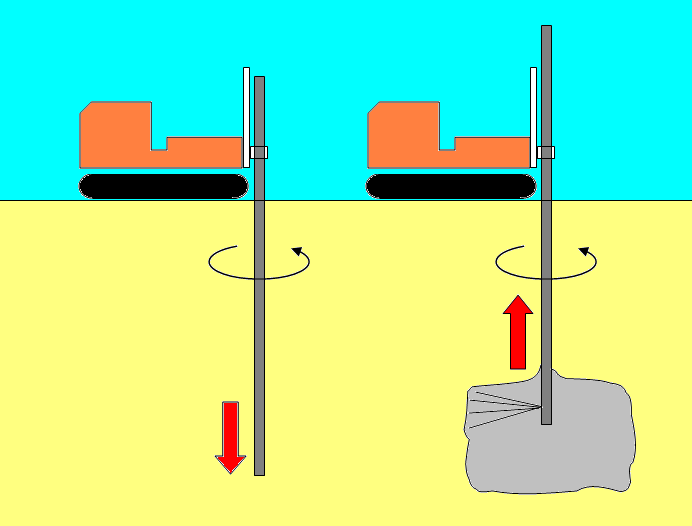
Производственный процесс струйной цементации грунтов

Струйная цементация грунтов (англ. jet grouting, чит. — «джет-граутинг») — технология закрепления слабых или сильно обводнённых грунтов в геотехническом строительстве, заключающаяся в нагнетании под высоким давлением (до 40—50 МПа) цементного раствора в скважину (диаметром 100—130 мм) для разрушения и одновременного перемешивании частиц грунта с цементным раствором.

## Описание
Технология получила распространение с конца 1990-х — начала 2000-х годов.
В ходе такого перемешивания после затвердевания цементного раствора образуется грунтоцемент с высокими деформационно-прочностными и противофильтрационными характеристиками. Укреплённый таким способом объём грунта называется «грунтоцементным элементом» или «грунтоцементной сваей» и имеет диаметр от 600 до 2000 мм.
Цементация начинается с бурения лидерных скважин буровым инструментом, в нижней части которого имеются сопла; при подъёме буровой колонны через сопла производится нагнетание раствора с одновременным перемешиванием грунта; в результате формируется грунтоцементный элемент. Технология предусматривает разрушение массива грунта как струёй цементного раствора, так и дополнительным подмешиванием к струе сжатого воздуха и/или воды, что позволяет удвоить максимальный диаметр свай, получаемых по описанной технологии.
Преимуществами технологии является высокая производительность, возможность работы в стеснённых условиях (откосы, подвалы), возможность устройства свай под существующими фундаментами (у строителей появляется возможность через отверстие 100 мм выполнять сваи диаметром до 700 мм), высокая эффективность работы в обводнённых грунтах. Прочность получаемого грунтоцемента на сжатие в песчаных грунтах — 3—10 МПа, в глинистых грунтах — 1—3 МП, модуль деформации — от 50 до 5000 МПа в зависимости от типа грунтов.
Вместо цемента могут использоваться смолистые или растворные химические смеси. Грунтоцементные элементы могут дополнительно армироваться металлической арматурой.
Частным случаем технологии являются манжетные колонны, позволяющие вести цементирование «островками», jet grouting slub плиты для уменьшения прогиба стены диафрагмы и опорных сил, действующих на шпунт, а также для повышения устойчивости к разгрузке (basal-heave stability).

## Процесс
Во время прямого хода производят бурение лидерной скважины до проектной отметки. Буровой раствор поступает через открытый прямой клапан в буровой наконечник для удаления шлама в процессе бурения. В качестве бурового раствора используется вода, бентонитовый или цементный раствор. В процессе обратного хода в сопла монитора, расположенного на нижнем конце буровой колонны, подают под высоким давлением цементный раствор и начинают подъем колонны с одновременным ее вращением.

### Нормативная литература
- DIN 18321-2016 Работы по струйной цементации.

### Техническая литература
- American Society of Civil Engineers. Geotechnical Engineering Division. Grouting in Geotechnical Engineering (англ.) / Ed. W. H. Baker. — ASCE[англ.], 1982. — Vol. 1. Proceedings of the Conference on Grouting in Geotechnical Engineering. — 1018 p. — ISBN 978-0-87262-295-1.
- Borden R. H., Holtz R. O., Juran, I. (eds.). Grouting, Soil Improvement and Geosynthetics // Proceedings of the 1992 ASCE Specialty Conference, February, 1992, № 30, 1480 pp., 2 vols., ISBN 978-0-87262-865-6.
- Bruce D. A. Glossary of Grouting Terminology // J. Geotechnical and Geoenvironmental Engrg. — 2005. — № 131 (12). — Pp. 1534—1542.
- Warner J. Practical Handbook of Grouting: Soil, Rock and Structures. — John Wiley & Sons, 2004. — ISBN 978-0-471-46303-0.
- Weaver K. D., Bruce D. A. Dam Foundation Grouting, Revised and Expanded. — ASCE Press, 2007. — ISBN 978-0-7844-0764-6.
- Kirsch K., Bell A. Ground Improvement, Third Edition. — CRC Press, 2013. — ISBN 978-0-415-59921-4.
- George K. Burke. Jet Grouting Systems: Advantages and Disadvantages (англ.) // GeoSupport Conference 2004. — 2004. — P. 875–886. — doi:10.1061/40713(2004)75.
- Modoni G., Croce P., Mongiovì L. Theoretical modelling of jet grouting (англ.) // Géotechnique. — 2006. — Vol. 56, iss. 5. — P. 335–347. — ISSN 0016-8505. — doi:10.1680/geot.2006.56.5.335.